# Доисторическая планета
«Доисторическая планета» (англ. Prehistoric Planet) — документальный телесериал о динозаврах, премьера которого состоялась 23 мая 2022 года на стриминговой платформе Apple TV+. Разработкой проекта занимался отдел естествознания компании BBC, закадровый текст прочёл Дэвид Аттенборо, музыку к сериалу сочинил Ханс Циммер. В пятисерийном телесериале динозавры были воссозданы при помощи сгенерированной компьютером анимации; временной период повествования — поздний мел, около 66 млн лет назад. «Доисторическая планета» — третий документальный телесериал BBC о динозаврах после «Прогулок с динозаврами» 1999 года и «Планеты динозавров» 2011 года.
Телесериал был продлён на второй сезон, премьера которого состоялась 22 мая 2023 года.

## Разработка
8 мая 2019 года стало известно, что компания Apple заказала у BBC разработку нового документального телесериала «Доисторическая планета». Исполнительным продюсером проекта стал Джон Фавро. Музыку к телесериалу написал Ханс Циммер.
Реализацией сгенерированной компьютером анимации занялась компания Moving Picture Company, которая создала визуальные эффекты для фильмов Джона Фавро «Книга джунглей» и «Король Лев».
Первый трейлер был опубликован на официальном канале Apple TV+ в YouTube 2 апреля 2022 года. В последующих тизерах и трейлерах было подтверждено, что в сериале появятся трицератопс, олоротитан, карнотавр, дейнохейрус, эдмонтозавр, а также мозазавр, нодозавр, орнитопод, птерозавр, завропод и гигантская лягушка Beelzebufo ampinga. При разработке телесериала использовались актуальные палеонтологические данные, в частности, некоторые динозавры изображены с перьевым покровом, например молодой тираннозавр.

## Эпизоды
| Сезон | Серии | Серии | Даты показа  | Даты показа     |
| Сезон | Серии | Серии | Первая серия | Последняя серия |
| ----- | ----- | ----- | ------------ | --------------- |
| 1     | 5     | 5     | май 23, 2022 | май 27, 2022    |
| 2     | 5     | 5     | май 22, 2023 | май 26, 2023    |

### Сезон 1 (2022)
| № | Название                    | Режиссёр                     | Автор сценария | Дата премьеры |
| --- | --------------------------- | ---------------------------- | -------------- | ------------- |
| 1 | «Побережья» «Coasts»        | Адам Вальдес                 | Пол Д. Стюарт  | 23 мая 2022   |
| Тираннозавр и его детёныши переплывают через море в поисках пищи; птенцы птерозавра альциона совершают свой первый полёт и вынуждены прятаться от преследования никтозаврида Barbaridactylus; беременная самка Tuarangisaurus оказывается в беде, а её детёныш защищает мать от голодного мозазаврида Kaikaifilu; самец мозазавра соревнуется за территорию с молодым соперником; аммониты проводят брачный ритуал при помощи биолюминесценции. В эпизоде появляются: тираннозавр, гигантская черепаха (архелон), Tethydraco, фосфатодрако, альцион, Barbaridactylus, Tuarangisaurus, мозазавр Гоффмана, Pycnodontidae, Kaikaifilu, аммониты. |                             |                              |                |               |
| 2 | «Пустыни» «Deserts»         | Эндрю Р. Джонс, Адам Вальдес | Дом Уолтер     | 24 мая 2022   |
| Самцы дредноутов соревнуются за право спаривания; несколько монгольских динозавров, среди которых велоцираптор, тарбозавр и мононикус, обитают в пустыне Гоби; самцы Barbaridactylus показываются самкам на вершине пустынного плато; стадо сецернозавров бродит по гипсовым дюнам в поисках пищи и воды. В эпизоде появляются: дредноут, неназванный аждархид, тарбозавр, велоцираптор, мононикус, энанциорнис, барсболдия, Saichania, теризинозавр, «монгольский титан» (неопределённый зауропод, в русском переводе «монголозавр»), Barbaridactylus, сецернозавр. |                             |                              |                |               |
| 3 | «Пресная вода» «Freshwater» | Эндрю Р. Джонс               | Пол Томпсон    | 25 мая 2022   |
| Тройка велоцирапторов охотится на молодых птерозавров на скале у водопада. Старый, израненный в битвах самец тираннозавра залечивает свои раны и встречает молодую самку. Дейнохейрус ищет спасения от укусов мух. Самка кетцалькоатля сооружает гнездо, но большую часть её яиц съедает другая самка. Самка масиаказавра и её птенцы охотятся на крабов; одного из птенцов атакует гигантская лягушка вельзевул. Эласмозавры входят в устье реки в поисках рыбы. В эпизоде появляются: велоцираптор, неназванный вид птерозавра, тираннозавр, дейнохейрус, трицератопс (мёртвый), кетцалькоатль, масиаказавр, вельзевул, эласмозавр, неопределённый зауропод.                                                                                             |                             |                              |                |               |
| 4 | «Ледяные миры» «Ice Worlds» | Адам Вальдес                 | Саймон Белл    | 26 мая 2022   |
| Стая дромеозавров охотится на стадо гадрозавров, пересекающих реку. Самцы орнитомимы строят гнёзда перед брачным периодом. Стадо олоротитанов мигрирует вдоль вулканических полей для гнездования и в поисках пищи. Во время пожара троодон, пользуясь случаем, охотится на Cimolodon. В южном полушарии молодые антарктопельты вступают во взрослую жизнь. Пахиринозавры спасаются от нанукзавров. В эпизоде появляются: дромеозавр, гадрозавр, орнитомим, олоротитан, троодон, Cimolodon, антарктопельта, неопределённый орнитопод, пахиринозавр, нанукзавр. |                             |                              |                |               |
| 5 | «Леса» «Forests»            | Эндрю Р. Джонс, Адам Вальдес | Мэттью Райт    | 27 мая 2022   |
| Стадо Austroposeidon пасётся в лесу. Стадо трицератопсов бродит по пещере в поисках средства против растительных токсинов – глины. Самец карнотавра демонстрирует самке свой брачный танец. Цяньчжоузавр охотится на кориторапторов. От пожара бежит семья эдмонтозавров. На пепелище возвращаются атроцираптор и анкилозавр (скорее всего, имели в виду анодонтозавра). Молодые теризинозавры пытаются полакомиться мёдом. Кетцалькоатль патрулирует лесные заросли и морское побережье, куда выходят молодые залмоксесы, телматозавры и палудититаны. В эпизоде появляются: Austroposeidon, трицератопс, карнотавр, цяньчжоузавр, коритораптор, эдмонтозавр, атроцираптор, анкилозавр, теризинозавр, кетцалькоатль, залмоксес, телматозавр, палудититан. |                             |                              |                |               |

### Сезон 2 (2023)
| № | Название                           | Режиссёр                     | Автор сценария   | Дата премьеры |
| --- | ---------------------------------- | ---------------------------- | ---------------- | ------------- |
| 1 | «Острова» «Islands»                | Эндрю Р. Джонс               | Пол Д. Стюарт    | 22 мая 2023   |
| После тропического шторма двое залмоксесов встречаются на плоту, плывущем по реке. Несколько хацегоптериксов нападают на стадо тетисгадросов. Самка майюнгазавра охотится на группу симозухов. Самка адалатерия растит своих отпрысков в норе, надеясь обезопасить их от масиаказавров и древней змеи Madtsoia. Стая Imperobator преследует моррозавра по замёрзшему озеру. Самцы хацегоптериксы сражаются за самку. В эпизоде появляются: альцион, мозазавр (предположительно, прогнатодон), залмоксес, тетисгадрос, хацегоптерикс, майюнгазавр, симозух, адалатерий, масиаказавр, Madtsoia, Imperobator, моррозавр. |                                    |                              |                  |               |
| 2 | «Бесплодные земли» «Badlands»      | Эндрю Р. Джонс, Адам Вальдес | Ник Лайон        | 23 мая 2023   |
| Самки изизавров пересекают Деканские траппы чтобы добраться до места гнездования. Стада немегтозавров, "Монголозавров" и преноцефалов проходят лабиринт каньонов, но были аттакованны стаей велоцирапторов и трио тарбозавров. Самцы–кориторапторы охраняют свои гнёзда от солнца днём, и от самки курукуллы ночью. Молодые тархии находят оазис, но им приходится побороться за него с преноцефалами и взрослой особью. Только что вылупившиеся изизавры становятся жертвами стаи раджазавров, когда те возвращаются в родной дом. В эпизоде появляются: изизавр, немегтозавр, "Монголозавр", преноцефал, велоцираптор, тарбозавр, коритораптор, курукулла, тархия, раджазавр.                                                                 |                                    |                              |                  |               |
| 3 | «Болота» «Swamps»                  | Кшиштоф Щепаньский           | Алек Гиннс       | 24 мая 2023   |
| Птенцы–аждархиды отправляются покинуть свой безопасный остров, но они стали целью для шамозуха. Австрорапторы ловят рыбу-сарган и борются за лучшее место для рыбалки. Самец вельзевула сражается с сородичем, но был прерван появлением стада рапетозавров. Вожак пахицефалозавров изгоняет выскочку из стада. Два тираннозавра охотятся на эдмонтозавров под покровом ночи. В эпизоде появляются: неназванный аждархид, шамозух, австрораптор, рыба-сарган, масиаказавр, вельзевул, рапетозавр, пахицефалозавр, эдмонтозавр, трицератопс, тираннозавр. |                                    |                              |                  |               |
| 4 | «Океаны» «Oceans»                  | Адам Вальдес                 | Эмбер Черри Имис | 25 мая 2023   |
| Самка Phosphorosaurus охотится на светящихся анчоусов под залитой лунным светом поверхностью океана. Гесперорнисы охотятся на рыбу до тех пор, пока сами не становятся жертвами ксифактинов. Только что вылупившиеся Nostoceras пытаются выбраться из своего морского гнезда используя отлив, но те, кто не сумели, становятся пищей для молодых пирорапторов. Мозазавр охотится на группу Tuarangisaurus. Уже подросшие Nostoceras приплывают в заросли морской травы, где их уже ждут Baculites и Diplomoceras. Morturneria просеевает илистое морское дно в поисках пищи. В эпизоде появляются: Phosphorosaurus, миктофовые, гесперорнис, ксифактин, Nostoceras, пирораптор, мозазавр, Tuarangisaurus, Baculites, Diplomoceras, Morturneria. |                                    |                              |                  |               |
| 5 | «Северная Америка» «North America» | Эндрю Р. Джонс               | Пол Томпсон      | 26 мая 2023   |
| Тираннозавр и два кетцалькоатля сражаются за труп аламозавра. Косяк Sphenodiscus подвергается нападению глобиденса. На солёном озере детёныши Pectinodon ловят мух, пока их отец охотится на стигинетту. Самцы трицератопса борются за право на спаривание. Самка нанукзавра охотится на орнитомимов, чтобы прокормить себя и потомство. В эпизоде появляются: аламозавр, троодонтид, тираннозавр, кетцалькоатль, глобиденс, Sphenodiscus, Pectinodon, трицератопс, нанукзавр, орнитомим. |                                    |                              |                  |               |

### Погружение (2024)
| № общий | № в сезоне | Название            | Режиссёр       | Автор сценария | Дата премьеры   |
| ------- | ---------- | ------------------- | -------------- | -------------- | --------------- |
| 1       | 1          | «Пляж птерозавров»  | Эндрю Р. Джонс | Неизвестно     | февраль 2, 2024 |
| 2       | 2          | «Лес трицератопсов» | Эндрю Р. Джонс | Неизвестно     | апрель 19, 2024 |

## Оценки критиков
На сайте-агрегаторе Rotten Tomatoes рейтинг документального сериала составляет 100 % на основании 17 рецензий критиков со средней оценкой 8,5 из 10.
На сайте-агрегаторе Metacritic рейтинг документального сериала составляет 85 баллов из 100 возможных на основании 8 рецензий критиков, что означает «всеобщее признание».

### Награды
| Год  | Награда                                 | Категория                                                                                   | Номинант(ы)                                                                  | Победа/Номинация | Ссылки        |
| ---- | --------------------------------------- | ------------------------------------------------------------------------------------------- | ---------------------------------------------------------------------------- | ---------------- | ------------- |
| 2022 | Hollywood Critics Association TV Awards | Best Streaming Docuseries or Non-Fiction Series                                             | Доисторическая планета                                                       | Номинация        | [ 14 ]        |
| 2022 | Television Critics Association Awards   | Outstanding Achievement in News and Information                                             | Доисторическая планета                                                       | Номинация        | [ 15 ] [ 16 ] |
| 2022 | Cinema Eye Honours                      | Outstanding Anthology Series                                                                | Доисторическая планета                                                       | Номинация        | [ 17 ]        |
| 2022 | Hollywood Music in Media Awards         | Original Song/Score — Documentary Series - TV/Digital                                       | Анзе Розман, Кара Талве, Ханс Циммер                                         | Победа           | [ 18 ] [ 19 ] |
| 2022 | Televisual Bulldog Awards               | Best VFX                                                                                    | Доисторическая планета                                                       | Победа           | [ 20 ]        |
| 2022 | Broadcast Tech Innovation Awards        | Best VFX Project                                                                            | MPC                                                                          | Победа           | [ 21 ]        |
| 2023 | Annie Awards                            | Best Animated Special Production                                                            | Доисторическая планета                                                       | Номинация        | [ 22 ]        |
| 2023 | Annie Awards                            | Outstanding Achievement for Animated Effects in an Animated Television/Broadcast Production | "Побережья"                                                                  | Номинация        | [ 22 ]        |
| 2023 | Visual Effects Society Awards           | Outstanding Visual Effects in a Photoreal Episode                                           | "Ледяные миры" – Линдси Макфарлейн, Фэй Хэнкокс, Эллиот Ньюман, Кирстин Холл | Номинация        | [ 23 ] [ 24 ] |
| 2023 | Visual Effects Society Awards           | Outstanding Virtual Cinematography in a CG Project                                          | Дэниел Фотерингем , Кшиштоф Щепански, Вэй-Чуань Сюй, Клэр Хилл               | Номинация        | [ 23 ] [ 24 ] |
| 2024 | Primetime Creative Arts Emmy Awards     | Outstanding Music Composition for a Documentary Series or Special (Original Dramatic Score) | Ханс Циммер, Анзе Розман, Кара Талве (за "Бесплодные земли")                 | Номинация        | [ 25 ]        |
| 2024 | Astra Creative Arts TV Awards           | Best Streaming Nonfiction Series                                                            | Доисторическая планета                                                       | Номинация        | [ 26 ]        |